# Лафејет (Илиноис)
Лафејет (енгл. La Fayette) град је у америчкој савезној држави Илиноис.

## Демографија
По попису из 2010. године број становника је 223, што је 4 (-1,8%) становника мање него 2000. године.
| Група             | 2000.       | 2010.       |
| Белци             | 219 (96,5%) | 207 (92,8%) |
| Афроамериканци    | 0 (0,0%)    | 0 (0,0%)    |
| Азијати           | 1 (0,4%)    | 0 (0,0%)    |
| Хиспаноамериканци | 4 (1,8%)    | 4 (1,8%)    |
| Укупно            | 227         | 223         |